# Radiodifusão Nacional da Guiné-Bissau
A Radiodifusão Nacional da Guiné-Bissau (RDN), também conhecida somente como Radio Nacional, é uma empresa de radiodifusão pública da Guiné-Bissau, cuja sede situa-se em Bissau.
A RDN opera quatro estações de rádio no país — Bissau, Nhacra, Catió e Gabu —, além de várias estações regionais e um serviço de emissões internacionais. Uma rede de emissores permite a rádio cobrir cerca de 80% do país, na modulação em frequência (91.5/104.0 FM).
As emissões são feitas na maior parte em português, e também possui programas nas línguas nacionais do país, a saber: crioulo, fula, balanta, susso, mancanha, papel, bijagó, felupe, mandinga, manjaco, beafada, balanta mané, pajadinca e nalú.

## Histórico
A atual RDN surgiu da fusão de dois importantes serviços de radiodifusão que se instalaram na Guiné ainda no período colonial, que operavam com objetivos claramente divergentes. A unificação dos serviços só viria ocorrer no pós-independência guineense.

### Emissora Oficial da Guiné Portuguesa
O primeiro dos serviços de rádio que daria origem a RDN iniciou-se em abril de 1944, quando foi estabelecido um serviço de radiodifusão, a "Estação de Bissau", dependente da repartição central dos Serviços dos Correios Telégrafos e Telefones (CTT). Dois anos mais tarde, em 9 de outubro de 1946, procedeu-se a reorganização da estação que passou a designar-se de "Emissora da Guiné". A rádio limitava-se a retransmitir programas gravados e produzidos em Lisboa, exclusivamente com temas que versavam assuntos de Portugal continental.
Em 30 de maio de 1966 a Emissora da Guiné passa a designar-se "Emissora Nacional de Radiodifusão", sofrendo a primeira grande transformação, com a instalação de um emissor regional na Província da Guiné Portuguesa. A mudança brusca refletiu no surgimento de programas como o "Programa da Manhã", com música variada e entretenimento, os "Ecos da Província", com folclore local e pequenos informativos noticiosos da colónia em línguas nativas, o "Encontro com Cabo-Verde" e o "Programa da Ação Nacional Popular".
O eclodir da Guerra de Independência da Guiné-Bissau mudou radicalmente o perfil da Emissora Nacional, com boa parte de sua programação sendo entregue a Repartição de Assuntos Civis e Ação Psicológica (REPACAP), criado em 1971. Neste ano, mais uma vez, a rádio mudou de nome, passando a chamar-se "Emissora Oficial da Guiné Portuguesa" (EOGP). O REPACAP criou o "Programa das Forças Armadas" para fazer extensa contrapropaganda, de caráter pró-regime português, como contraponto ao crescimento da "Rádio Libertação", anticolonial.

### Rádio Libertação

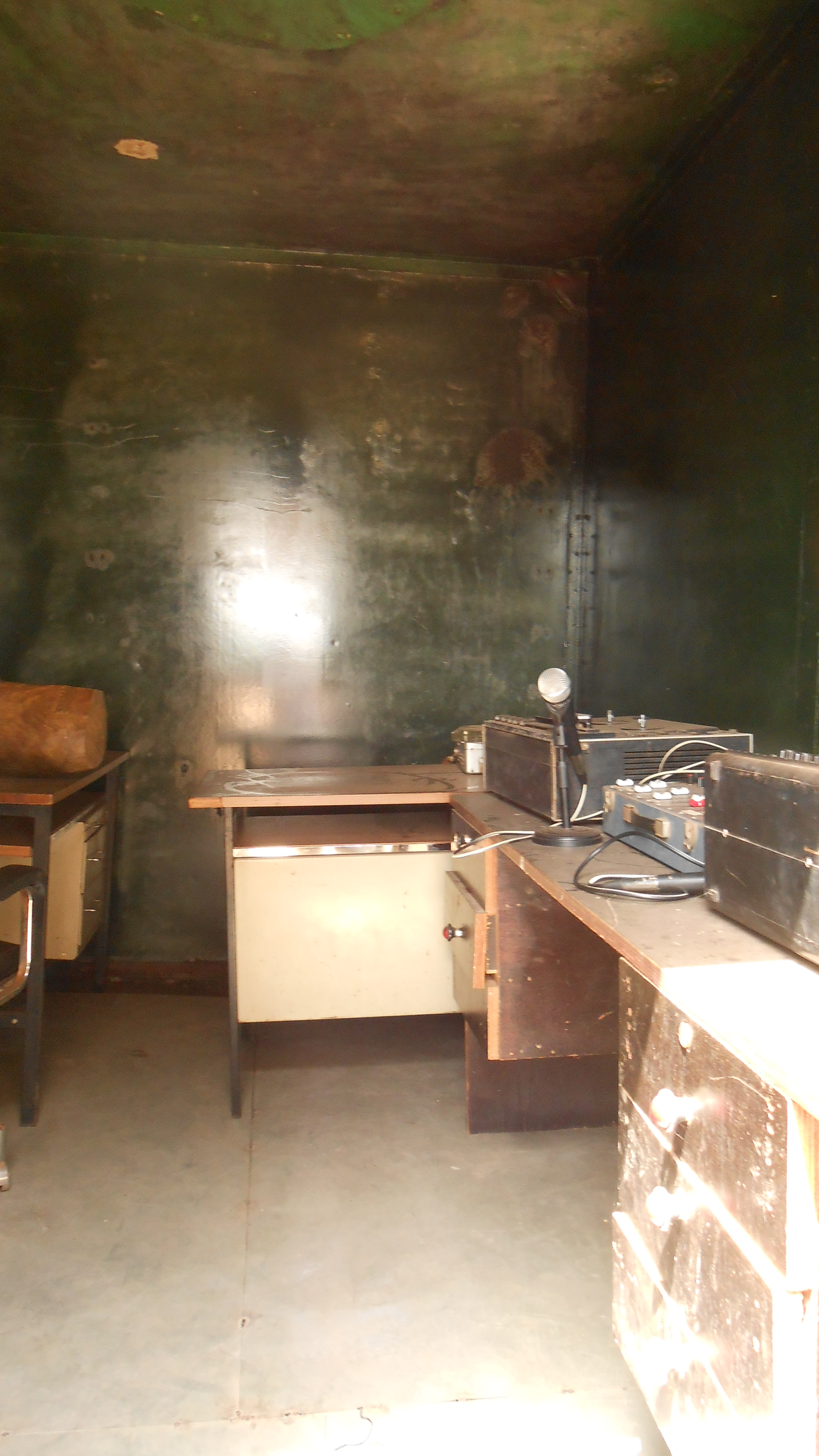
Reprodução contemporânea do interior do contentor da Rádio Libertação, emissora da resistência guineense nos dias da luta de independência, no Museu Militar da Luta de Libertação Nacional em Bissau, em 2017.

Os primeiros passos da "Rádio Libertação" (RL), o segundo serviço que originou a RDN, uma iniciativa dos militantes do Partido Africano para a Independência da Guiné e Cabo Verde (PAIGC) na Guiné-Conacri, foram dados em 1964 quando colocou-se um camião emissor na fronteira-sul da Guiné Portuguesa (porém ainda dentro da fronteira da República da Guiné-Conacri). Assim iniciavam-se as emissões experimentais da rádio dirigidas, em português e crioulo, aos seus militantes, em particular, e às populações em geral. Optou-se pelo crioulo como a língua que deveria ser mais utilizada nas antenas, e de onde deveria partir o debate político e da comunicação.
Porém foi somente em 16 de julho de 1967 que a Rádio Libertação passou a ter emissão regular a partir do seu estúdio instalado em Conacri, emitindo programas de carácter político, cultural, educativo e de entretenimento, incluindo músicas de artistas guineenses.
A voz marcante da militante Amélia Araújo deu o compasso da rádio, na apresentação de programas como "Programa do Soldado Português" e "Comunicado de Guerra", numa tentativa de resposta ao esforço português de contrapropaganda, alcançando certo êxito na desmoralização de tropas lusitanas e na mobilização popular. Havia ainda programa de forte carisma entre camadas mais jovens da Guiné, como o "Blufo".

### Radiodifusão Nacional
Na Proclamação da Independência da Guiné ambas as rádios ainda operavam em suas respectivas esferas de influência. Somente após a Revolução dos Cravos, é que houve a suavização da programação da Emissora Oficial da Guiné Portuguesa.
O reconhecimento da independência da Guiné por Portugal em 10 de setembro de 1974 também representou a fusão da Emissora Oficial da Guiné Portuguesa e da Rádio Libertação, para dar origem a "Rádio Bissau". Em 1975 a Rádio Bissau torna-se a "Radiodifusão Nacional".

### Radio e televisão públicas unidas
Entre 1995 e 2003 o governo guineense decidiu por fundir os serviços públicos de televisão e rádio para criar a "Rádio e Televisão da Guiné-Bissau" (RTGB).

### RDN
Em 2003 as empresas separam-se e novamente a "Radiodifusão Nacional da Guiné-Bissau" passa a operar de maneira independente.